# Jimmy Farrugia
James “Jimmy” Farrugia (* 14. Mai 1922 in Tarxien; † 25. November 2006 in Pietà) war ein maltesischer Politiker der Nationalist Party und war Sprecher des Repräsentantenhauses (Speaker of the House).

## Biografie
Nach dem Schulbesuch am Lyceum of Malta absolvierte er ein Studium der Medizin an der Royal University of Malta, das er 1944 zunächst mit einem Bachelor of Science (B.Sc.) sowie einem Candidate of Philosophy (Ph.C.) abschloss. Nach der Promotion zum Doktor der Medizin (Medical Doctor) (M.D.) 1946 war er von 1950 bis 1962 als Allgemeinmediziner im Sozialsystem des Gewerkschaftsbundes (General Workers Union) tätig. 1952 wurde er Mitglied des Royal College of General Practitioners (RCGP) in London. 1965 wurde er außerdem Medizinischer Berater des Id-Dar tal-Providenza, dem ersten Heims für Menschen mit Körperbehinderung oder geistiger Behinderung in Malta. Für eine Reihe von Jahren war er zudem Präsident der Katholischen Aktion sowie des Rates der Laienbewegung.
Seine politische Laufbahn begann Farrugia mit seiner Wahl zum Abgeordneten des Repräsentantenhauses 1976, wo er die Nationalist Party im Wahlkreis 4 vertrat. Während dieser Zeit war er zeitweise auch Kulturminister im Schattenkabinett der Nationalist Party. Darüber hinaus war er Vermittler zwischen Ärzten und der Regierung beim Ärztestreik 1977. Das Abgeordnetenmandat übte er auch während der Legislaturperiode von 1981 bis 1987 aus. Zeitweise war er amtierender Präsident der Republik Malta.
Im Juli 1987 wurde er als Nachfolger von Joseph M. Baldacchino zum Sprecher des Repräsentantenhauses (Speaker of the House). Im Juli 1988 folgte ihm Lawrence Gonzi als Speaker of the House.
1999 wurde er als Nachfolger des früheren Speaker Daniel Micallef Botschafter beim Heiligen Stuhl und verblieb in diesem Amt bis 2005.
1996 erhielt er neben einer Reihe weiterer Politiker die Gedenkmedaille zum 75. Jahrestag der maltesischen Selbstverwaltung. Zugleich mit ihm würdigte das Repräsentantenhaus auch zwei weitere im Jahr 2006 verstorbene Speaker of the House: Joseph M. Baldacchino und Kalcidon Agius.

## Veröffentlichungen
Farrugia, der zusammen mit seiner Frau Kunstschätze sammelte, war Autor der Bücher:
- Antique Maltese domestic silver. Valletta 1992, ISBN 1-871684-70-6 (Online)
- Antique Maltese Ecclesiastical Silver. 2 Bände. Progress Press, Malta 2001, ISBN 99909-3-057-0